# Nestor Subiat
Nestor Gabriel Subiat (n. Buenos Aires, Argentina, 23 de abril de 1966) es un exfutbolista argentino nacionalizado suizo que se desempeñó como delantero y militó en diversos clubes de Francia y Suiza.

## Selección nacional
Subiat jugó 15 partidos internacionales, para la selección nacional suiza y anotó 6 goles. Participó en una sola Copa del Mundo FIFA, que fue en Estados Unidos 1994, donde la selección suiza fue eliminada en octavos de final.

## Clubes
| Club           | País    | Año         |
| -------------- | ------- | ----------- |
| FC Mulhouse    | Francia | 1984 - 1990 |
| Strasbourg     | Francia | 1990        |
| FC Mulhouse    | Francia | 1991 - 1992 |
| FC Lugano      | Suiza   | 1992 - 1994 |
| Grasshopper    | Suiza   | 1994 - 1997 |
| Basilea        | Suiza   | 1998        |
| Saint-Étienne  | Francia | 1998 - 2000 |
| Étoile Carouge | Suiza   | 2001        |
| FC Lucerna     | Suiza   | 2001        |

## Participaciones en Copas del Mundo
| Mundial                        | Sede           | Resultado        |
| ------------------------------ | -------------- | ---------------- |
| Copa Mundial de Fútbol de 1994 | Estados Unidos | Octavos de final |